# Тед Денсон
Едвард Брідж «Тед» Денсон III (англ. Edward Bridge “Ted” Danson III, народився 29 грудня 1947) — американський актор, найбільше відомий завдяки головним ролям у міні-серіалі «Мандри Гуллівера» і в ситкомах «Чірс» та «Бекер». Він також знімався в серіалах «Угамуй свій запал» та «Нудно до смерті», а також у драмі «Сутичка».
Виконує головну роль у телесеріалі «У кращому світі».
Кар'єра Денсона триває понад сорок років. За цей час актора було номіновано 15 разів на премію «Еммі» (він переміг двічі), а також 11 разів — на «Золотий глобус», який він отримував три рази. Окрім того, Тед Денсон одержав власну зірку на Голлівудській алеї слави 1999 року. Він посів друге місце у списку 25 ікон телебачення за версією «TV Guide».
Денсон також знімався в багатьох стрічках, найвідоміші з яких «Троє чоловіків і немовля» та її продовження «Троє чоловіків і маленька леді», і комедія «Родичі» з Ізабеллою Росселліні.
За вроду, чарівність і, зрештою, зріст (який у нього становить 1,88 м, — за примхою долі його найуспішніша роль — Гуллівер) Денсона обожнювали жінки. Він охоче користувався своєю популярністю і був кілька разів одружений. Подейкували, що він мав роман із кіноакторкою Вупі Ґолдберґ. З 1995 року Денсон одружений із володаркою премії «Оскар», акторкою Мері Стінберген.

## Фільмографія

### 2010-ті роки
| Рік       |    | Українська назва        | Оригінальна назва                            | Роль                     |
| --------- | -- | ----------------------- | -------------------------------------------- | ------------------------ |
| 2000—2019 | с  | Угамуй свій запал       | Curb Your Enthusiasm                         | камео                    |
| 2016—2019 | с  | У кращому світі         | The Good Place                               | Майкл / Вікі             |
| 2019      | с  | Орвілл                  | The Orville                                  | адмірал Перрі            |
| 2018      | с  | Еммі для Меган          | An Emmy for Megan                            | камео                    |
| 2015—2018 | мс | Американський тато!     | American Dad!                                | доктор Рей Петіт (голос) |
| 2018      | ф  |                         | Hearts Beat Loud                             | Дейв                     |
| 2017      | кф |                         | The Wrights                                  | Філ                      |
| 2015—2016 | с  | C.S.I.: Кіберпростір    | CSI: Cyber                                   | Д. Б. Рассел             |
| 2015      | с  | Фарґо (2-й сезон)       | Fargo                                        | Генк Ларссон             |
| 2015      | тф |                         | CSI: Immortality                             | Д. Б. Рассел             |
| 2011—2015 | с  | CSI: Місце злочину      | CSI: Crime Scene Investigation               | Д. Б. Рассел             |
| 2014      | кф | Терапія для пари        | Couples Therapy                              | терапевт                 |
| 2014      | ф  | Кохані                  | The One I Love                               | терапевт                 |
| 2013      | с  | Місце злочину: Нью-Йорк | CSI: NY                                      | Д. Б. Рассел             |
| 2012      | ф  | Третій зайвий           | Ted                                          | камео                    |
| 2012      | ф  | Всі люблять китів       | Big Miracle                                  | Дж. В. Макгроу           |
| 2009—2011 | с  | Нудно до смерті         | Bored to Death                               | Джордж Кристофер         |
| 2011      | мф | Джок                    | Jock                                         | Пезулу (голос)           |
| 2011      | кф |                         | Beastie Boys: Make Some Noise (відео)        | Maitre D'                |
| 2011      | кф |                         | Beastie Boys: Fight for Your Right Revisited | Maitre D'                |
| 2010      | с  |                         | Tim and Eric Awesome Show, Great Job!        | Little Danson Man        |
| 2007—2010 | с  | Сутичка                 | Damages                                      | Arthur Frobisher         |

### 2000-ті роки
| Рік       |    | Українська назва             | Оригінальна назва              | Роль                    |
| --------- | -- | ---------------------------- | ------------------------------ | ----------------------- |
| 2009      | тф | Магічна сімка                | The Magic 7                    | батько Шона (голос)     |
| 2009      | ф  | Відкрита дорога              | The Open Road                  | тренер                  |
| 2008      | ф  | Людський контракт            | The Human Contract             | E.J Winters             |
| 2008      | мс | Король гори                  | King of the Hill               | Том Геммонд (голос)     |
| 2008      | ф  | Шалені гроші                 | Mad Money                      | Дон Кардіган            |
| 2007      | ф  | Син нобелівського лауреата   | Nobel Son                      | Гарві Перріш            |
| 2006—2007 | с  | Допоможи мені допомогти тобі | Help Me Help You               | доктор Білл Гоффман     |
| 2006      | тф |                              | Guy Walks Into a Bar           |                         |
| 2006      | с  |                              | Heist                          | Том                     |
| 2006      | кф | Бувай, Бенджаміне            | Bye Bye Benjamin               | Білл                    |
| 2005      | тф | Королі Південного Бронкса    | Knights of the South Bronx     | Річард                  |
| 2005      | тф |                              | Our Fathers                    | Мітчел Гарабедян        |
| 2005      | ф  | Аматори                      | The Moguls                     | Лось                    |
| 2004      | ф  |                              | Fronterz                       |                         |
| 2004      | тф |                              | It Must Be Love                | George Gazelle          |
| 1998—2004 | с  | Бекер                        | Becker (TV Series)             | Dr. John Becker         |
| 2003      | мс | Пацюк Гері / Брудний Гері    | Gary the Rat                   | Terry McMillian (голос) |
| 2002      | ф  |                              | Mrs. Pilgrim Goes to Hollywood | Ted                     |
| 2002      | тф | Життя після смерті           | Living with the Dead           | James Van Praagh        |
| 2000      | с  |                              | Grosse Pointe                  | Jack the Dog (голос)    |

### 1990-ті роки
| Рік       |    | Українська назва               | Оригінальна назва                  | Роль                    |
| --------- | -- | ------------------------------ | ---------------------------------- | ----------------------- |
| 1999      | с  | Діагноз: убивство              | Diagnosis: Murder                  | камео                   |
| 1999      | ф  | Доктор Мамфорд                 | Mumford                            | Jeremy Brockett         |
| 1998      | ф  | Врятувати рядового Раяна       | Saving Private Ryan                | Captain Hamill          |
| 1998      | тф |                                | Thanks of a Grateful Nation        | Jim Tuite               |
| 1998      | ф  | Доморощений                    | Homegrown                          | Gianni Saletzzo         |
| 1998      | с  |                                | Veronica's Closet                  | Nick Vanover            |
| 1998      | ф  | Джеррі і Том                   | Jerry and Tom                      | The Guy Who Loved Vicki |
| 1996—1997 | с  | Чорнило                        | Ink                                | Mike Logan              |
| 1997      | с  |                                | Pearl                              | Sal                     |
| 1996      | ф  | Лох-Несс                       | Loch Ness                          | Dempsey                 |
| 1996      | с  | Мандри Гуллівера (міні-серіал) | Gulliver's Travels                 | Лемюель Гулівер         |
| 1995      | с  | Фрейзер                        | Frasier                            | Sam Malone              |
| 1994      | мс | Сімпсони                       | The Simpsons                       | Сем Мелоун (голос)      |
| 1994      | ф  | Місяць Понтіак                 | Pontiac Moon                       | Washington Bellamy      |
| 1994      | ф  | Нарівні з батьком              | Getting Even with Dad              | Ray                     |
| 1993      | ф  | Зроблено в Америці             | Made in America                    | Hal Jackson             |
| 1982—1993 | с  | Будьмо                         | Cheers                             | Сем Меловн              |
| 1990      | ф  | Троє чоловіків і маленька леді | 3 Men and a Little Lady            | Jack                    |
| 1990      | тф |                                | The Earth Day Special (спецвипуск) | Sam Malone              |

### 1980-ті роки
| Рік  |    | Українська назва         | Оригінальна назва       | Роль                                                 |
| ---- | -- | ------------------------ | ----------------------- | ---------------------------------------------------- |
| 1989 | ф  | Батько                   | Dad                     | John Tremont                                         |
| 1989 | ф  | Родичі                   | Cousins                 | Larry                                                |
| 1988 | тф |                          | Mickey's 60th Birthday  | Sam Malone                                           |
| 1988 | ф  | У неї буде дитина        | She's Having a Baby     | камео                                                |
| 1987 | ф  | Троє чоловіків і немовля | 3 Men and a Baby        | Jack                                                 |
| 1987 | тф |                          | We Are the Children     |                                                      |
| 1986 | тф |                          | When the Bough Breaks   | Alex                                                 |
| 1986 | ф  |                          | A Fine Mess             | Spence Holden                                        |
| 1986 | ф  |                          | Just Between Friends    | Chip Davis                                           |
| 1985 | ф  |                          | Little Treasure         | Eugene Wilson                                        |
| 1984 | тф | Дещо про Амелію          | Something About Amelia  | Steven Bennett                                       |
| 1983 | тф |                          | Allison Sydney Harrison | David Harrison                                       |
| 1983 | тф | Ковбой                   | Cowboy                  | Dale Weeks                                           |
| 1982 | с  | Відьма Таккера           | Tucker's Witch          | Danny Kirkwood                                       |
| 1982 | ф  | Калейдоскоп жахів        | Creepshow               | Harry Wentworth (розділ "Something To Tide You Over) |
| 1982 | с  | Таксі                    | Taxi                    | Vincenzo Senaca                                      |
| 1981 | тф |                          | Our Family Business     | Gep                                                  |
| 1981 | ф  | Жар тіла                 | Body Heat               | Peter Lowenstein                                     |
| 1981 | тф |                          | Dear Teacher            | Steve Goodwin                                        |
| 1981 | с  |                          | Magnum, P.I.            | Stewart Crane                                        |
| 1981 | с  | Бенсон                   | Benson                  | Dan Slater                                           |
| 1980 | тф | Жив собі шпигун          | Once Upon a Spy         | Jack Chenault                                        |
| 1980 | тф |                          | The Women's Room        | Norman                                               |
| 1980 | с  |                          | Family                  | David Bartels                                        |
| 1980 | с  |                          | Laverne & Shirley       | Randy Carpenter                                      |

### 1970-ті роки
| Рік       |   | Українська назва      | Оригінальна назва                        | Роль                                  |
| --------- | - | --------------------- | ---------------------------------------- | ------------------------------------- |
| 1979      | с |                       | B.J. and the Bear                        | Tom Spencer                           |
| 1979      | с |                       | The French Atlantic Affair (міні-серіал) | Abe Santley, Assistant To Dr. Clemens |
| 1979      | с | Доктор Треппер Джон   | Trapper John, M.D.                       | Injured Man on Stretcher              |
| 1979      | с | Місіс Коломбо         | Mrs. Columbo                             | Richard Dellinger                     |
| 1979      | ф | Цибулеве поле         | The Onion Field                          | Det. Ian James Campbell               |
| 1979      | с | Дивовижний Спайдермен | The Amazing Spider-Man                   | Major Collings                        |
| 1975—1977 | с | Лікарі                | The Doctors                              | Dr. Chuck Weldon / Mitch Pierson      |
| 1970      | с |                       | Somerset                                 | Tom Conway #2 (1975-1976)             |

## Продюсер
| Рік       |    | Українська назва  | Оригінальна назва     | Роль                             |
| --------- | -- | ----------------- | --------------------- | -------------------------------- |
| 2008      | кф |                   | The Evening Journey   | асоційований продюсер            |
| 2006      | кф | Бувай, Бенджаміне | Bye Bye Benjamin      | виконавчий продюсер              |
| 1996—1997 | с  | Чорнило           | Ink                   | виконавчий продюсер (22 епізоди) |
| 1994      | ф  | Місяць Понтіак    | Pontiac Moon          | виконавчий продюсер              |
| 1992      | тф |                   | Yesterday Today       | виконавчий продюсер              |
| 1990      | с  |                   | Down Home             | співпродюсер (1 епізод)          |
| 1986      | тф |                   | When the Bough Breaks | виконавчий продюсер              |